# Lukoil
Lukoil (rusky: Лукойл) je největší ruská firma podnikající v oblasti těžby a zpracování ropy, která byla založena v roce 1991. Sídlem její centrály je Moskva.
Firma provozuje ropné rafinérie nejen v Rusku, ale také na Ukrajině, v Bulharsku, Rumunsku, spoluvlastní pak rafinérii v Nizozemsku a v Itálii. Z hlediska hodnocení odbytu produkce zaujímal Lukoil v letech 2013 a 2014 mezi největšími ruskými společnostmi druhé místo (na prvním místě byl Gazprom, na třetím Rosněfť).
Lukoil prodává automobilové benzíny a motorovou naftu v Rusku a v dalších 22 zemích[zdroj?], v České republice ale už ne, protože 3. prosince 2014 skupina MOL Česká republika dokončila převzetí čerpacích stanic Lukoil.

## Postoj k rusko-ukrajinské válce
Již dne 3. března 2022 Lukoil vyzval k ukončení války na Ukrajině. Stal se tak prvním velkým ruským podnikem, který invazi veřejně odmítl. „Vyslovujeme se pro rychlé zastavení ozbrojeného konfliktu a plně podporujeme jeho řešení prostřednictvím vyjednávání a diplomatických prostředků,“ uvedla společnost.

### Podezřelá úmrtí představitelů firmy

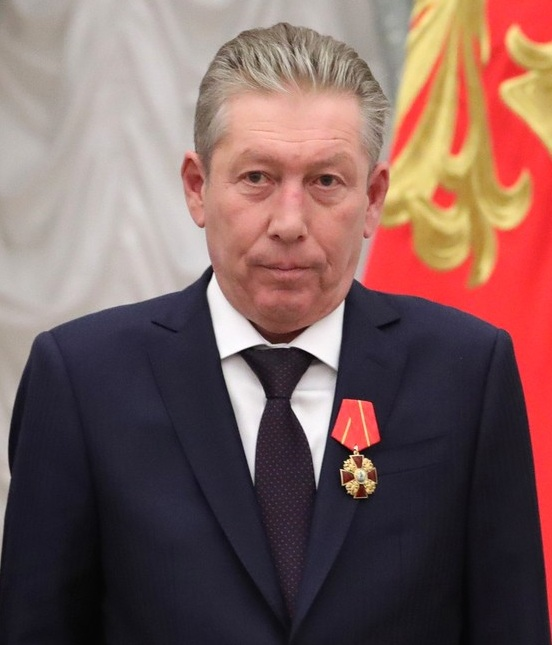
Ravil Maganov - údajně vypadl z okna v 6. patře nemocnice, kde se léčil

V květnu 2022 zemřel bývalý vrcholný manažer Lukoilu Alexander Subbotin. Byl nalezen ve sklepě domu šamana ve městě Mytišči blízko Moskvy. Příčinou smrti byl podle ruské agentury TASS infarkt.
Dne 1. září 2022 za nevysvětlených okolností v Moskvě zemřel předseda představenstva Lukoilu a miliardář Ravil Maganov. Údajně vypadl z okna v 6. patře nemocnice, kde se léčil.
Jeho nástupce ve funkci Vladimir Někrasov zemřel v říjnu 2023 ve věku 66 let. Podle oznámení společnosti bylo příčinou smrti akutní selhání srdce.
Viceprezident firmy Lukoil Vitalij Robertus byl nalezen 13. března 2024 oběšen ve své kanceláři v Moskvě, údajně ve věku 53 let spáchal sebevraždu.  
Podivná úmrtí vysokých manažerů v energetickém průmyslu nejsou v Rusku od začátku ruské invaze na Ukrajinu  ojedinělá. V průběhu roku 2022 došlo k řadě dalších nevyjasněných úmrtí, např. manažerů spojených s plynárenským gigantem Gazprom.

## Kontroverze
Lukoil sponzoroval překlad a ruské vydání kontroverzní knihy Václava Klause Modrá, nikoli zelená planeta, která bagatelizuje dopady globálního oteplování a kritizuje snahy ekologů.

Firma Lukoil Aviation Czech získala v roce 2007 bez výběrového řízení smlouvu na dodávání leteckého paliva pro státem vlastněné letiště Praha Ruzyně. 